# Benjamin Hoadly (médecin)
Pour les articles homonymes, voir Hoadly.
Cet article concerne le médecin. Pour le théologien, voir Benjamin Hoadly.
Benjamin Hoadly (1706-1757) est un médecin anglais, également connu comme dramaturge.

## Biographie
Fils de Benjamin Hoadly, évêque de Winchester et de la portraitiste Sarah Hoadly, il naît le 10 février 1706 à Broad Street, Londres. Il est envoyé à l'académie de Newcome à Hackney, puis au Corpus Christi College de Cambridge, où il est admis le 8 avril 1722. Il étudie les mathématiques et assiste aux conférences de Nicholas Saunderson. Il est diplômé MB 1727 et MD en avril 1728, après avoir déjà été élu membre de la Royal Society. Il est registraire de Hereford tandis que son père y est évêque (1721-1724).
Hoadly s'installe à Londres et est élu membre du Royal College of Physicians le 29 décembre 1736. Au printemps suivant, il prononce les conférences gulstoniennes sur les organes de la respiration, qui sont imprimées. En 1739, il est élu censeur et, en 1742, prononce un discours harvéien, qui est imprimé. Le 9 juin 1742, il est nommé médecin de la maison du roi et, le 4 janvier 1746, médecin de la maison de Frédéric de Galles. Il meurt à Chelsea le 10 août 1757.

## Œuvre
Hoadly aime la scène et est l'auteur de The Suspicious Husband, une comédie jouée pour la première fois au Covent Garden Theatre le 12 février 1747. David Garrick écrit un prologue pour celui-ci et joue le rôle de Ranger. Il rencontre un goût populaire, est souvent repris sur scène et est publié en 1747 avec une dédicace au roi. Les critiques Samuel Foote et John Genest en font également l'éloge. Une farce de Charles Macklin, The Suspicious Husband Criticized, est produite à Drury Lane le 24 mars 1747.
Hoadly écrit également une comédie The Tatlers, qui est jouée à Covent Garden le 29 avril 1797 au profit de Joseph George Holman, mais qui n'a jamais été imprimée. En 1756, il publie Observations on a series of Electrical Experiments by Dr. Hoadly and Mr. Wilson.

## Famille
Hoadly épouse Elizabeth, fille de Henry Betts, le couple a un fils, Benjamin ; il se remarie avec Anne, fille du général Armstrong.